# 長調による12の練習曲
長調による12の練習曲（Douze études dans tous les tons majeurs）作品35は、シャルル＝ヴァランタン・アルカンによって1847年に出版されたピアノ用の練習曲集。全12曲からなっており、フランソワ＝ジョゼフ・フェティスに献呈された。同様に12曲からなる「短調による12の練習曲」作品39と対を成している（この曲もフェティスに献呈されている）。

## 楽曲
「短調～」同様、イ長調に始まり、下降五度循環によりホ長調で完結する。
- 第1番 イ長調 アレグレット
- 第2番 ニ長調 アレグロ
- 第3番 ト長調 アンダンティーノ
- 第4番 ハ長調 プレスト
- 第5番 ヘ長調 アレグロ・バルバロ：ヘ長調にもかかわらず♭が一度も使われない（リディア旋法）。
- 第6番 変ロ長調 アレグラメンテ
- 第7番 変ホ長調 隣村の火事（L'incendie au village voisin) アダージョ―アレグロ・モデラート―アンダンテ
- 第8番 変イ長調 レント・アパッショナート
- 第9番 嬰ハ長調 対位法（Contrapunctus）ゆったりと
- 第10番 変ト長調 愛の歌―死の歌(Chant d'amour – chant de mort: Et quando expectavi lumen, venit caligo) アダージョ：タイトルのように、最後は嬰ヘ短調に暗転して終わる。
- 第11番 ロ長調
- 第12番 ホ長調 アンダンテ：アルカンがよく用いた5拍子系（16分の10拍子）の曲。

## 楽曲（詳細）
難易度は非常に高い。極めて高度な技術が必要とされる。また、「隣村の火事」といった題名が印象的である。アルカンの作品にはこういった題名のものが多々あり、この曲集にも使われている。他には、25の前奏曲の第8番「海辺の狂女の歌」などがある。また、録音は、ベルナール・リンガイセンとステファニー・マッカラムとマーク・ヴァイナーが全曲録音を出しているが、他では抜粋で第5曲の｢アレグロ・バルバロ｣などが稀に録音されている程度である。この曲集も全体的に、録音も演奏される機会も非常に少ない。